# 1080p

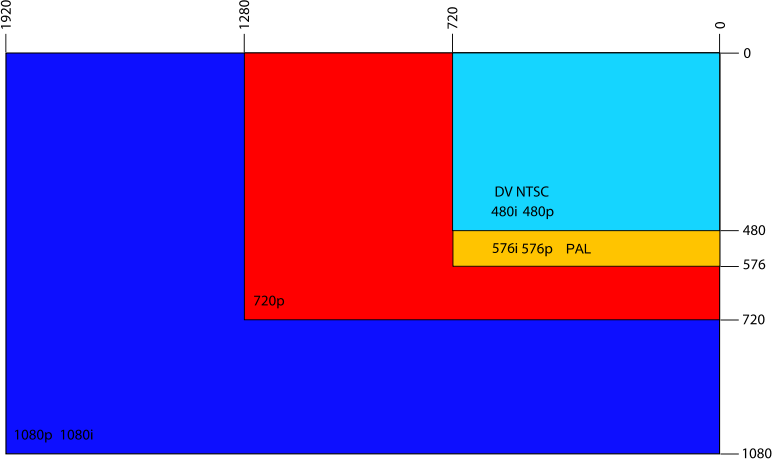
Tipiche scale di risoluzione delle TV, fullHD e precedenti

Il termine 1080p (anche noto come Full HD o FHD) indica una categoria di risoluzioni dello schermo, caratterizzate da una risoluzione verticale di 1080 linee e dalla scansione progressiva e non interlacciata. Il 1080p è uno standard di alta definizione, caratterizzato da rapporto d'aspetto dell'immagine di 16:9 e quindi da una risoluzione orizzontale di 1920 pixel. La risoluzione di ogni fotogramma è quindi di 1920 × 1080 pixel, 2 073 600 in totale. La cadenza di ripresa del formato può essere implicita o specificata dopo la lettera p, con le consuete notazioni 1080p25 o 1080p/25, indicando 25 fps.
Strumenti di ripresa per cinematografia digitale 2K/4K sono comunemente disponibili in commercio, e la tecnologia a ultra alta definizione è in fase di ricerca.
In aggiunta all'indicazione della risoluzione video, il termine 1080p è usato anche, insieme a 1080i, per indicare la modalità supportata da determinate apparecchiature. Per esempio, apparecchiature per alta definizione in grado di accettare risoluzioni inferiori e scalarle a 1080p sono indicate con questo termine, anche se il video così convertito ha una qualità differente da quella proveniente da una sorgente nativa 1080p. Viceversa, apparecchiature in grado di visualizzare segnali 1080i e 720p potrebbero non essere in grado di gestire lo standard superiore, e questo verrà normalmente convertito in un formato gestibile.

## Standard di trasmissione
Gli standard ATSC e DVB supportano il video 1080p, ma solo a cadenze di ripresa di 24, 25 e 30 fotogrammi al secondo (1080p24, 1080p25, 1080p30) e le corrispondenti versioni 1000/1001 (cioè 29,97 al posto di 30). Cadenze superiori, come 1080p50 e 1080p60, richiedono molta più larghezza di banda o un codec con capacità superiori, tipo H.264/MPEG-4 AVC. La risoluzione 1080p è oggi supportata anche con frequenze di aggiornamento elevate (fino a 240 fps) su monitor da gaming e display con HDMI 2.0 o DisplayPort 1.4.
Negli Stati Uniti, gli standard ATSC sono stati aggiornati con l'introduzione dell'ATSC 3.0, che supporta nuovi codec come HEVC (H.265), l'audio immersivo e trasmissioni in 1080p60 con HDR. Tuttavia, la diffusione su larga scala del 1080p60 resta limitata, sia per la necessità di dispositivi compatibili con ATSC 3.0, sia per il fatto che una parte significativa del parco televisori esistente supporta solo l'ATSC 1.0 e il codec MPEG-2.

## Standard di produzione
L'industria cinematografica ha adottato il 1080p24 come formato di produzione sia nella versione 24p sia in quella 24PsF. Potrebbe trattarsi del primo standard video universale comune in tutti i continenti dopo la pellicola, unico mezzo finora adottato come standard in più continenti Inserire un video progressivo in un flusso interlacciato permette il mantenimento del formato progressivo minimizzando nel contempo la larghezza di banda necessaria allo scopo utilizzando apparecchiature interlacciate.
Negli ambienti di produzione, il 1080p richiede il doppio di larghezza di banda rispetto al 1080i o al 720p, con la conseguente necessaria adozione di apparecchiature in grado di supportare il formato. Per essere trasportato, un flusso 1080p richiede un'interfaccia seriale digitale secondo le specifiche Dual Link o 3G.

## Disponibilità

### Trasmissioni
È piuttosto comune, ma errata, la credenza che non sia possibile realizzare trasmissioni in alta definizione in 1080p. In realtà, gli standard ATSC prevedono trasmissioni 1080p24 e 1080p30. Nella pratica, le emittenti usano un formato a 60 Hz nell'header MPEG-2, cioè 720p60 e 1080i35, ma questo indica solo l'uscita generata della decodifica MPEG-2, e non il reale modo di codifica.
Lo standard MPEG-2 prevede di poter codificare materiale girato a 24 fps (come la pellicola) come 1080p24, indipendentemente dal formato di uscita. I fotogrammi progressivi sono contrassegnati con metadati che indicano al decoder di effettuare un pulldown 3:2 per interlacciarli. Anche se da un punto di vista formale l'uscita del codificatore MPEG-2 è un flusso 1080i30, il contenuto reale è 1080p24 ed è possibile vederlo come tale. Vale a dire che 24 fotogrammi codificati progressivamente sono inseriti in un flusso dati che il decoder trasforma in 60 semiquadri interlacciati al secondo. La rete NBC usa questo metodo con alcune stazioni.
Anche per materiale non codificato con questo sistema, è comunque possibile estrarre i 24 fotogrammi originali da una trasmissione 1080i30, dal momento che il pulldown 3:2 effettuato dall'emittente non comporta perdita di informazioni (a differenza di quello effettuato dal lato ricevente).

### Contenuti su internet
I trailer in alta definizione (come gli Apple QuickTime Trailers) e podcast come MacBreak vengono distribuiti in 1080p via BitTorrent grazie ai file di grandi dimensioni. Oggi il 1080p24/25/30 è comune anche su piattaforme streaming (YouTube, Netflix) e in container MKV/MP4 comprimi con H.264 o H.265. Tuttavia, l’alto bitrate può rendere la riproduzione difficoltosa su hardware meno potente.

### Televisori e videoproiettori
Dal 2005 il mercato ha visto una rapida diffusione di TV 1080p (LCD, OLED, plasma). I modelli attuali supportano il pulldown inverso 3:2 (reverse telecine), necessario per convertire fonti interlacciate 1080i60 in una riproduzione 1080p più fedele ai film a 24 fps. In parallelo, il passaggio a ATSC 3.0 negli Stati Uniti sta crescendo, con copertura che inizia a superare l’80 % delle famiglie.

### Monitor per computer
Molti monitor LCD 16:9 (23–27″) hanno risoluzione nativa 1920 × 1080 o superiore (1920 × 1200), consentendo la visualizzazione nativa del 1080p. In assenza di risoluzione nativa sufficiente, il contenuto viene scalato. I CRT professionali, pur ormai rari, potevano gestire segnali superiori al 1080p, richiedendo però bande nere o formato anamorfico a causa del formato 4:3.

### Archiviazione
I supporti Blu-ray e HD DVD continuano a supportare il 1080p24, e i lettori più aggiornati effettuano il pulldown inverso per ottenere un segnale progressivo reale. Nel settore professionale, formati come HDCAM SR e D‑6 permettono la registrazione in 1080p con qualità elevata.

### Console per videogiochi
Xbox 360, PlayStation 3 e Wii U offrono upscaling a 1080p partendo da 720p. Il Wii si limita al 480p tramite cavo component. PlayStation 4 e Xbox One supportano il 1080p nativo, mentre PS4 Pro e Xbox One X arrivano fino al 4K nativo o upscalato. Nintendo Switch visualizza il 1080p solo in modalità dock. Dal 2025 è disponibile la Nintendo Switch 2, che supporta output in 4K a 60 fps in modalità dock e display portatile a 1080p fino a 120 Hz. PlayStation 5 e Xbox Series X e S supportano il 4K nativo, mantenendo piena compatibilità con il 1080p in base a contenuti e configurazioni video.